# روزبه حصاری
روزبه حصاری (متولّد ۱۲ بهمن ۱۳۶۶ درسیمین‌دشت تهران) بازیگر سینما، تئاتر، تلویزیون، نوازنده و خواننده است.

## زندگی
روزبه حصاری، زاده تهران و دانش‌آموختهٔ مهندسی صنایع از دانشگاه آزاد است. آموزش بازیگری را از سال ۱۳۹۰ و در آموزشگاه کارنامه آغاز کرد. پس از اتمام دورهٔ دبیرستان مدتی به تدریس عربی و شیمی کنکور پرداخت. حصاری به دلیل مخالفت خانواده تا ۲۰ سالگی غیر از نواختن سازهای کوبه‌ای فعالیت هنری دیگری نداشت. او فعالیت موسیقی خود را از نوازندگی خیابانی و همراهی با گروه‌های زیرزمینی آغاز کرد و پس از پذیرفته شدن در دانشگاه در سن ۱۸ سالگی تصمیم گرفت در دوره‌های بازیگری آموزشگاه «کارنامه» شرکت کند تا مقدمات حضور حرفه‌ای او در عرصهٔ بازیگری فراهم شود.

## پیشینهٔ بازیگری
او در سال ۱۳۸۹ پس از دو سال تمرین بازیگری برای نخستین بار در تئاتر «بالاخره این زندگی مال کیه» نوشتهٔ برایان کلارک به کارگردانی اشکان خیل‌نژاد به ایفای نقش پرداخت. سپس در تئاترهای مختلفی در تهران با کارگردان‌هایی نظیرِ سیما تیرانداز، مازیار شهزاد دولتشاهی، دایانا فتحی و داود بنی اردلان همکاری کرد. او در سال ۱۳۹۱ با اجرای نمایش‌های «پیتزا جهان» به کارگردانی شهروز فرمانبرداری و «برداشت آزاد» موفق به دریافت جایزهٔ جشنوارهٔ شهر شد. روزبه حصاری در همان سال با بازی در تئاتر «مرگ در می‌زند» نوشتهٔ «وودی آلن» که خودش کارگردانی آن را به عهده داشت، جایزهٔ جشنوارهٔ امید را به دست آورد.
فیلم امروز با بازی حصاری در سال ۱۳۹۲ نمایندهٔ ایران در اسکار بوده‌است.
او در سال ۱۳۹۲ برای بازی در سریال «یادآوری» دعوت شد. پس از آن بازیِ روزبه حصاری در سریال تاریکی شب، روشنایی روز(۱۳۹۵) با استقبال بسیار خوب مخاطبان و بازتابی گسترده در رسانه‌ها و فضای مجازی مواجه شد.
پخش مجموعهٔ تلویزیونی تاریکی شب، روشنایی روز به دلیل محتوای سیاسی آن یک سال و نیم به تعویق افتاد و بعد از کشمکش‌های زیاد سرانجام با اعمال سانسورهای زیاد روی آنتن شبکهٔ ۲ رفت.
پس از ایفای نقش سریال یادآوری، حصاری تا چهار سال در تلویزیون اجازهٔ فعالیت نداشت. یکی از سکانس‌های این سریال با محتوای اعدام «علی اعلایی» حاشیه‌های زیادی به همراه داشت.
روزبه حصاری در مصاحبه‌ای گفته، برای ایفای درستِ نقش «علی اعلایی» که در آن از مرگ بازمی‌گردد، یک شب تمام تجربهٔ حضور در سردخانه را داشته‌است.
او در آثار تلویزیونی نظیر: «سلام آقای مدیر»، «یادآوری»، «تاریکی شب، روشنایی روز» و «بچه مهندس ۳» و همچنین در نخستین وب‌سری (سریال اینترنتی) ایرانی «دومینو» به ایفای نقش پرداخته‌است.

وی برای بازی در سریال بچه مهندس، در نظرسنجی‌های مختلف، ازجمله نظرسنجی مردمی مجله همشهری جوان به عنوان بهترین بازیگر سریال‌های تلویزیونی در سال ۱۳۹۹ انتخاب شد.

روزبه حصاری بعد از حضور در سریال بچه‌ مهندس،  در سریال 《افرا》در نقش یک محیط بان گیلکی که ناخواسته مرتکب قتل یک شکارچی غیرمجاز شده و در آستانه اعدام قرار دارد ظاهر شد که بسیار مورد توجه و تحسین قرار گرفت. وی برای این نقش نامزد تندیس حافظ بهترین بازیگر مرد درام در بیست و یکمین دوره جشن دنیای تصویر شد.

حصاری همچنین در فیلم سینمایی «امروز» و «ماهور» بازی کرده و در سن ۲۹ سالگی به واسطهٔ بازی در این فیلم (ماهور) مدتی در اوکراین زندگی کرد و پس از پایان پروژه به کشور بازگشت.
روزبه حصاری تاکنون در تئاترهای بالاخره این زندگی مال کیه، برداشت آزاد، مرگ در می‌زند، پیتزا جهان، اون دختره که با روسری قرمز تو کوچه قدم میزنه خودش نیست، تقدیر بازان، هام، اهالی هوا، مرثیه‌ای برای یک دختر، جمالزاده، سرحدات لیر، جلاد ویولون زن، نیمه تاریک ماه و … ایفای نقش کرده‌است.

## فیلم‌شناسی

### مجموعه تلویزیونی
| سال تولید | نام مجموعه تلویزیونی   | کارگردان         | شبکه         |
| --------- | ---------------------- | ---------------- | ------------ |
| ۱۳۹۲      | یادآوری                | حجت قاسم‌زاده اصل | شبکه آی فیلم |
| ۱۳۹۷      | تاریکی شب، روشنایی روز | حجت قاسم‌زاده اصل | شبکه دو      |
| ۱۳۹۸      | سلام آقای مدیر         | علیرضا توانا     | شبکه دو      |
| ۱۳۹۹      | بچه‌مهندس ۳             | علی غفاری        | شبکه دو      |
| ۱۴۰۰      | افرا                   | بهرنگ توفیقی     | شبکه یک      |

### سینمایی
| سال تولید | نام فیلم | کارگردان      |
| --------- | -------- | ------------- |
| ۱۳۹۲      | امروز    | رضا میرکریمی  |
| ۱۳۹۵      | پارمیدا  | آرش سنجابی    |
| ۱۳۹۶      | ماهور    | مجید نیامراد  |
| ۱۴۰۰      | ستون ۱۴  | امیرحسین همتی |
| ۱۴۰۰      | شوماه    | مژگان بیات    |
| ۱۴۰۲      | عزیز     | مجید توکلی    |
| ۱۴۰۲      | زودپز    | رامبد جوان    |

### نمایش خانگی
| سال  | نام سریال     | کارگردان          |
| ---- | ------------- | ----------------- |
| ۱۳۹۸ | دومینو        | محمد صادق لواسانی |
| ۱۴۰۰ | آهوی من مارال | مهرداد غفار زاده  |
| ۱۴۰۳ | رویای نیمه شب | حسن آخوندپور      |
| ۱۴۰۴ | کارناوال      | رامبد جوان        |

### تئاتر
- بالاخره این زندگی مال کیه - اشکان خیل‌نژاد (۱۳۸۹)
- پیتزا جهان- فرید فرمانبرداری (۱۳۹۰)
- برداشت آزاد- ساناز زمانی (۱۳۹۳)
- تقدیر بازان- سیما تیرانداز (۱۳۹۴)
- میگی منو ببخشه؟ - شادی شاه علی(۱۳۹۵)
- هام - عباس عبدالله زاده(۱۳۹۵)
- اهالی هوا - دیانا فتحی(۱۳۹۶)
- مرثیه برای یک دختر- مازیار شهزاد (۱۳۹۷)
- سرحدات لیر - مهتاب شکریان(۱۳۹۷)
- نیمه تاریک ماه - داوود بنی اردلان (۱۳۹۸)
- مرگ در می‌زند - روزبه حصاری
- جریان - علیرضا معروفی (۱۴۰۲)
- غرب غمگین ـ فواد خراباتی (۱۴۰۳)